# جمال رشیت ری

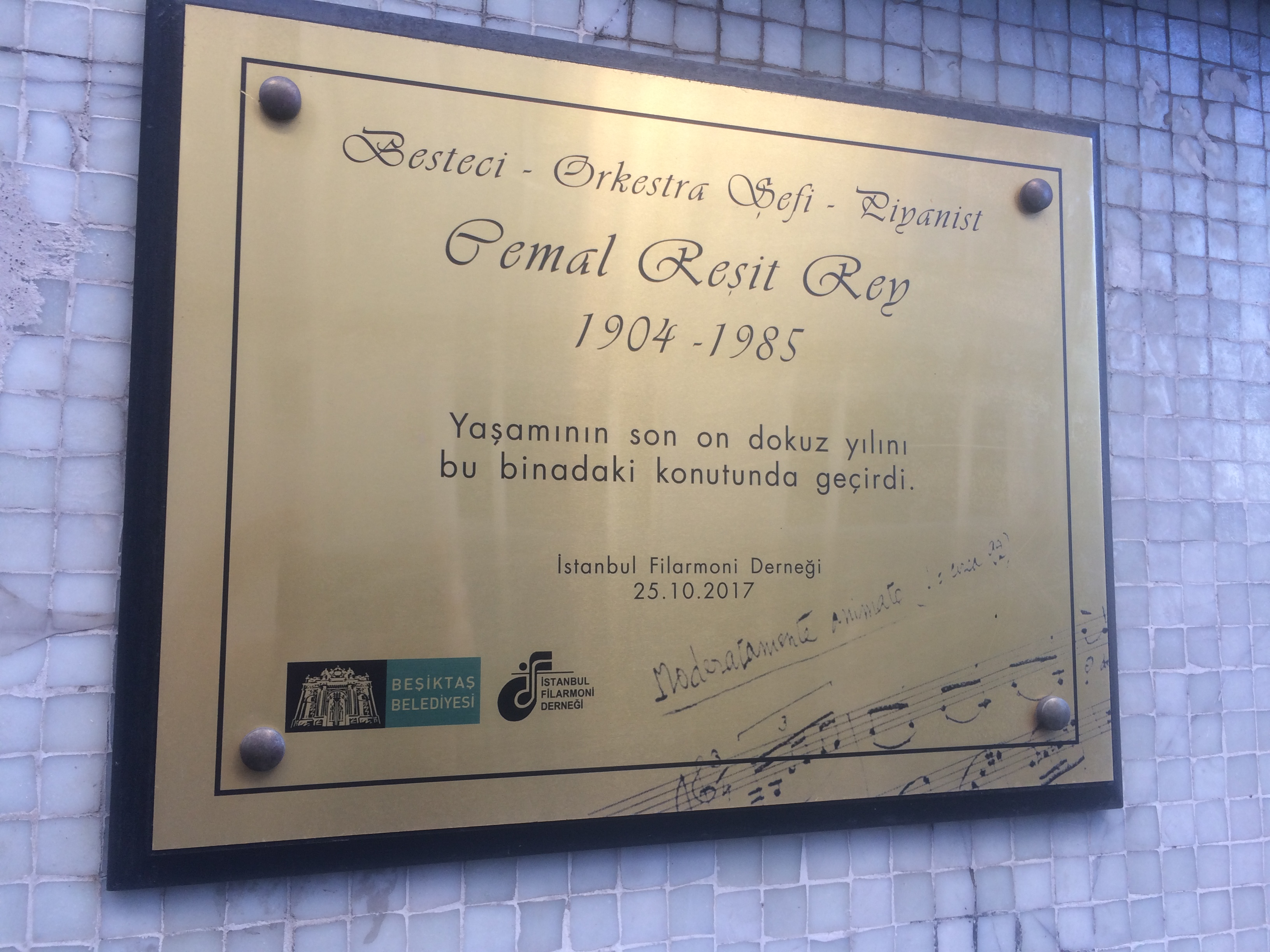
تابلوی بزرگداشت جمال رشیت ری در ساختمان یاسمین در بشیکتاش، استانبول، جایی که او ۱۹ سال آخر زندگی خود را در آنجا زندگی کرده‌است.

جمال رشیت ری ((به ترکی استانبولی: Cemal Reşit Rey) تلفظ ترکی استانبولی: [dʒeˈmaɫ ɾeˈʃit ɾej]؛ زاده ۱۹۰۴ اکتبر ۲۵ - مرگ ۱۹۸۵ اکتبر ۷) آهنگساز، پیانونواز، فیلمنامه‌نویس و رهبر ارکستر ترکیه‌ای بود. او به خاطر مجموعه‌ای از اپرت‌هایش به زبان ترکی مشهور بود.
ری در ۲۵ اکتبر ۱۹۰۴ در اورشلیم به دنیا آمد و در ۷ اکتبر ۱۹۸۵ در استانبول درگذشت. او یکی از پنج پیشگام موسیقی کلاسیک غربی در نیمه اول سده بیستم در ترکیه بود که با عنوان " پنج ترکیه‌ای " شناخته می‌شوند. از دانشجویان معروف او می‌توان به یوکسل کپتاگل، آهنگساز و پیانونواز ترکیه‌ای اشاره کرد.

## آثار
اپراها
- La Geisha
- Yarın Marek (۱۹۲۰)
- Faire sans dire (۱۹۲۰)
- Sultan Cem (۱۹۲۲–۲۳)
- L'Enchantement (۱۹۲۴)
- Zeybek (۱۹۲۶)
- Köyde Bir Facia (۱۹۲۹)
- Çelebi (۱۹۴۲–۷۳)

اپرتت‌ها
- Le Petit Chaperon rouge (۱۹۲۰)
- Üç Saat (سه ساعت، ۱۹۳۲)
- Lüküs Hayat (زندگی تجملی، ۱۹۳۳)
- Saz Caz (۱۹۳۵)
- Maskara (۱۹۳۶)
- Hava Cıva (۱۹۳۷)
- Yaygara ۷۰ (۱۹۶۹–۷۰)
- Uy! Balon Dünya (۱۹۷۱)
- Bir İstanbul Masalı (۱۹۷۲)

طرح‌ها
- Adalar Revüsü (۱۹۳۴)
- Alabanda (۱۹۴۱)
- Aldırma (۱۹۴۲)

برای رادیوتلویزیون
- Özyurt (prologue for soloist, chorus and orchestra)
- شکسپیر: مکبث
- شکسپیر: هملت
- شکسپیر:شاه لیر
- Lafonten Baba
- Bataklı Damın Kızı Aysel (فیلم)
- Benli Hürmüz (رادیو)

ارکسترها
- La Legende du Bebek (شعر سمفونیک)
- سه قطعه برای کنسرت
- Scènes turques
- Karagöz
- Paysages de soleil
- Instantanes
- Initiation (شعر سمفونیک)
- سمفونی شماره یک
- L'Appel (شعر سمفونیک)
- Fatih (Le Conquérant) (شعر سمفونیک)
- Scherzi symphoniques
- کنسرتو سمفونیک
- سمفونی شماره دو
- Türkiye (شعر سمفونیک) (۱۹۷۱)
- Ellinci Yıla Giriş (سمفونی برای ۵۰ سالگی ترکیه)

آواز و کنسرت
- Chants d'Anatolie (چهار ترانه، ۱۹۲۶)
- دو ترانه(۱۹۳۰)
- دو ترانه محلی آناتولیا (۱۹۳۰)
- Mystique (۱۹۳۸)
- Vocalise–Fantaisie (۱۹۷۵)
- سه ترانه محلی آناتولیا(۱۹۷۷)

سرود
- Çayır İnce
- ترانه‌های محلی آناتولیا (۱۹۲۶)
- ده ترانه محلی آناتولیا (۱۹۶۳)
- دو ترانه (a capella women's chorus, ۱۹۳۶)

آواز و پیانو
- Je me demande (۱۹۱۹)
- سه ملودی (۱۹۲۰)
- Initiales sur un banc (۱۹۲۱)
- Chanson du printemps (۱۹۲۲)
- Au jardin (۱۹۲۳)
- L'Offrande lyrique (۱۹۲۳)
- شبانه(۱۹۲۵)
- دوازده آهنگ محلی آناتولیا (۱۹۲۶)
- ترانه محلی (۱۹۲۸)
- دوازده ملودی (۱۹۲۹)
- Vatan (۱۹۳۰)
- چهار ملودی (۱۹۵۶)
- Paris Sokakları (خیابان‌های پاریس، ۱۹۸۱)

تک‌نوازی پیانو
- والتز (۱۹۱۲)
- سونات (۱۹۲۴)
- Sarı Zeybek (۱۹۲۶)
- Scènes turques (۱۹۲۸)
- Souvenirs d'automne (?)
- Sonatina (۱۹۲۸)
- Paysages de soleil (۱۹۳۰–۳۱)
- Sonata (۱۹۳۶)
- Pélerinages dans la ville qui n'est plus que souvenir (۱۹۴۰–۴۱)

ٰمارش‌ها
- Himaye-i Etfalin (مارش ده سالگی ترکیه، ۱۹۳۳)
- İstiklal Marşı (مارش انقلاب)
- مارش دریایی (۱۹۳۵)
- Yedeksubay Marşı (۱۹۴۰)
- مارش صد سالگی آتاتورک (۱۹۸۱)

## میراث
سالن کنسرت جمال رشیت ری در استانبول از نام او گرفته شده‌است.